# منتزه بوردر رينغس الوطني
منتزه بوردر رينغس الوطني هو متنزه حكومي وطني يقع في منطقة الأنهار الشمالية في نيو ساوث ويلز، أستراليا. يقع أيضًا جزء صغير من المنتزه الوطني في جنوب شرق كوينزلاند. يقع المنتزه الذي تبلغ مساحته 31.729 هكتار(78.400 فدان) على بعد حوالي 150 كيلومتر (93 ميل) جنوب بريزبان، شمال كيوغل. يعد المنتزه جزء من موقع التراث العالمي لمجموعة البركان الدرعي لغابات غندوانا المطيرة في أستراليا والتي أُدرجت في عام 1986 وأُضيفت إلى قائمة التراث الوطني الأسترالي في عام 2007

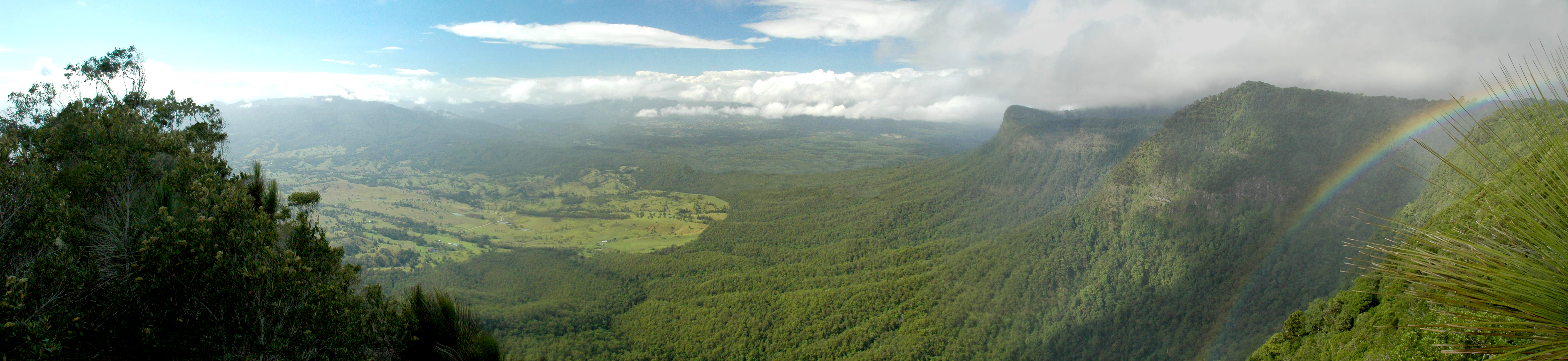
من نقطة مراقبة في منتزه بوردر رينغس الوطني، نيو ساوث ويلز بأستراليا، يطل على وادي تويد مع قمة The Pinnacle المميزة في وسط اليمين.

## معرض الصور

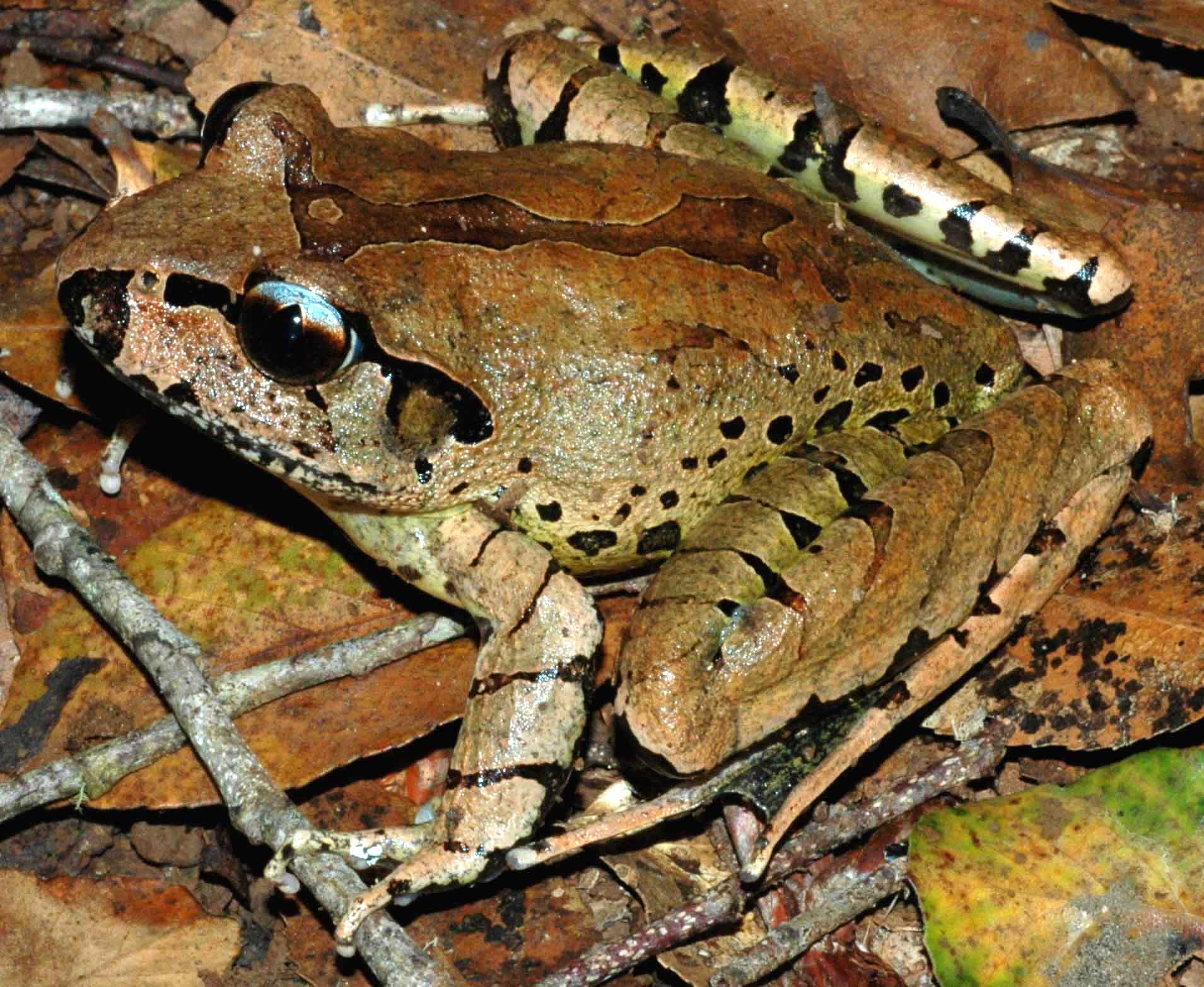
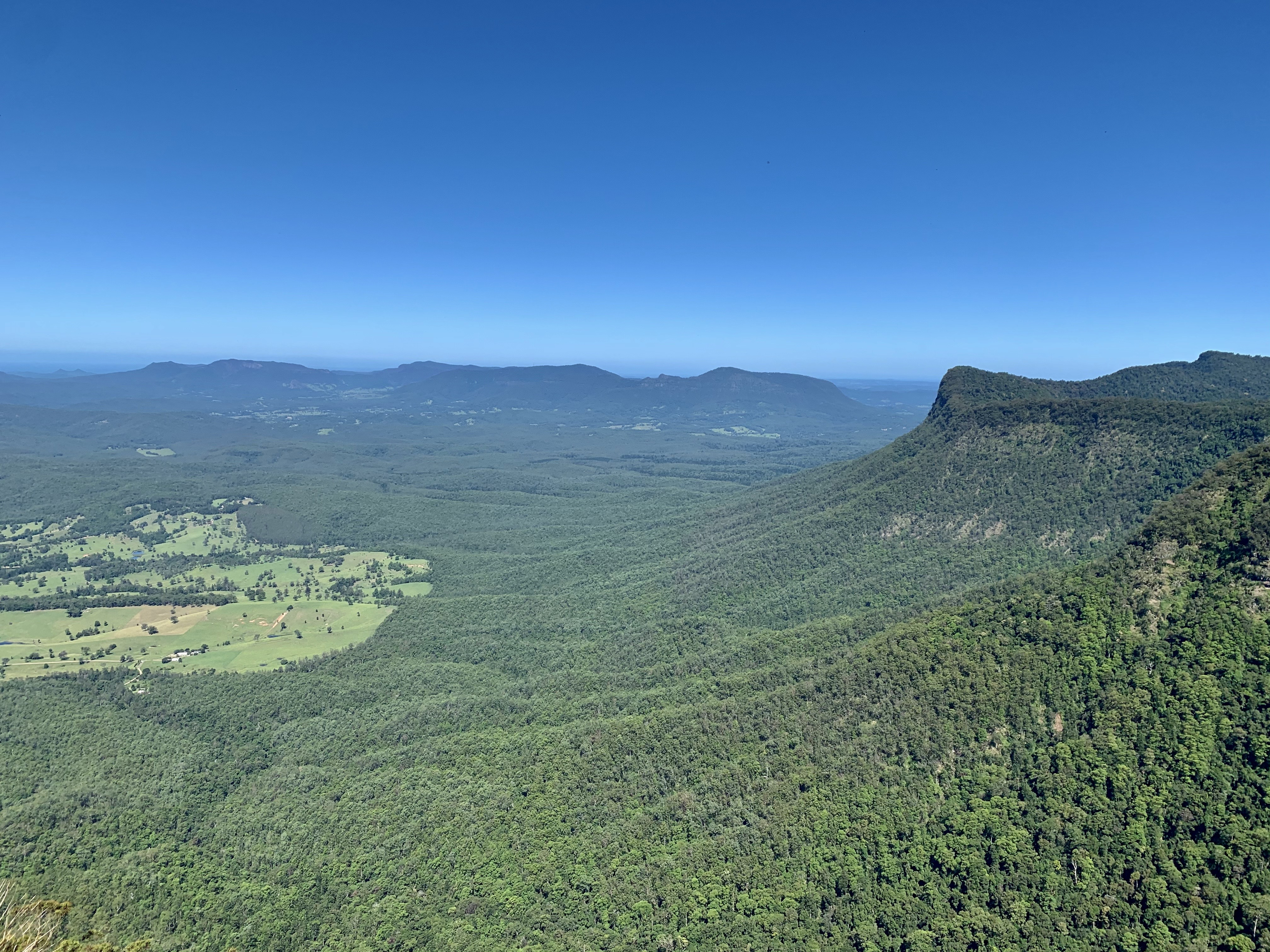
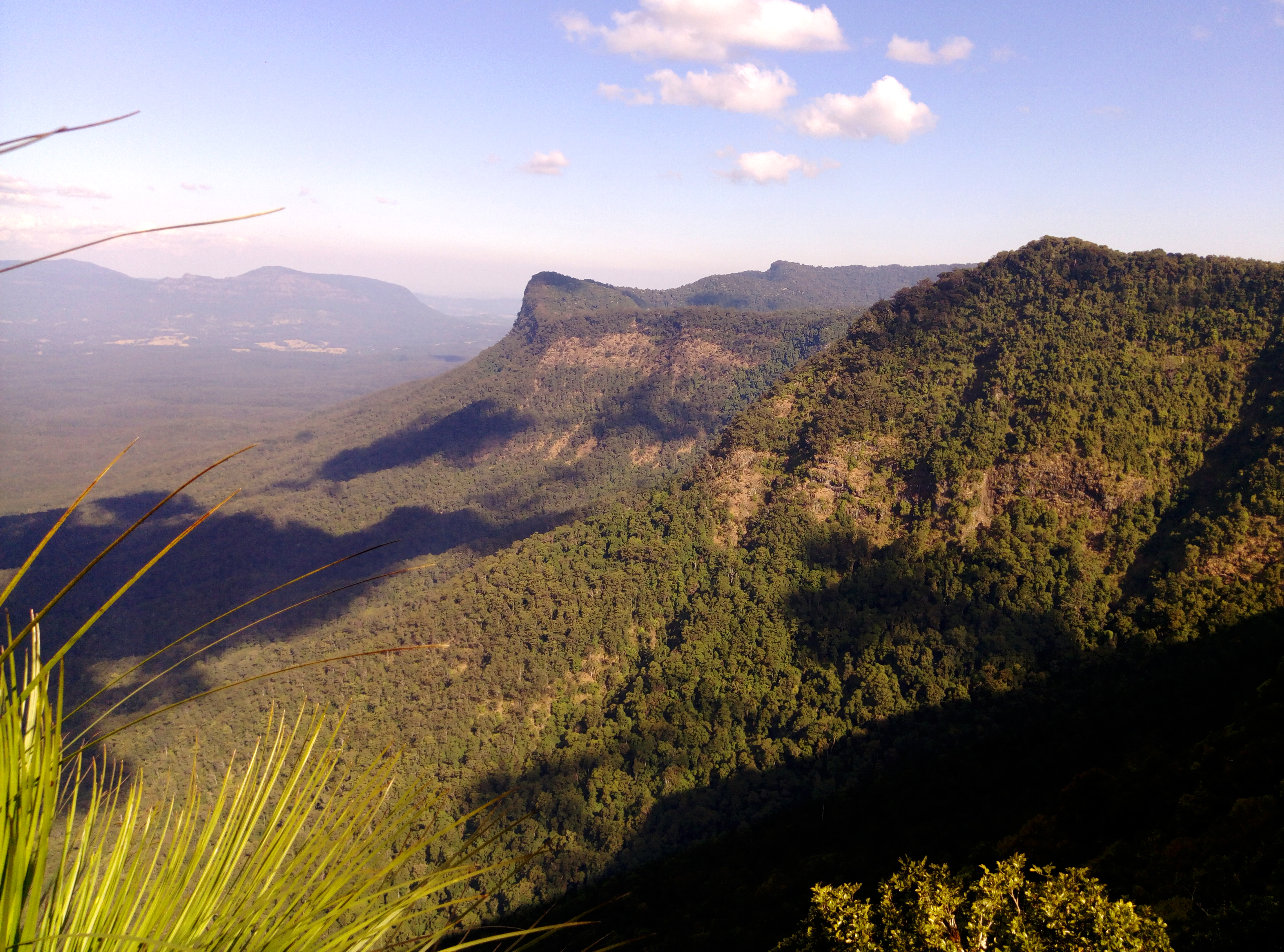
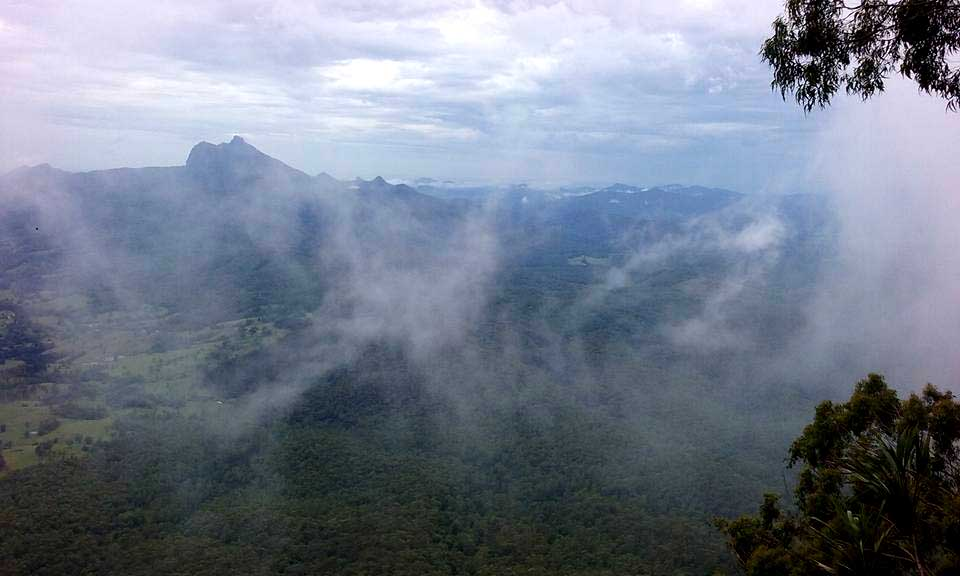
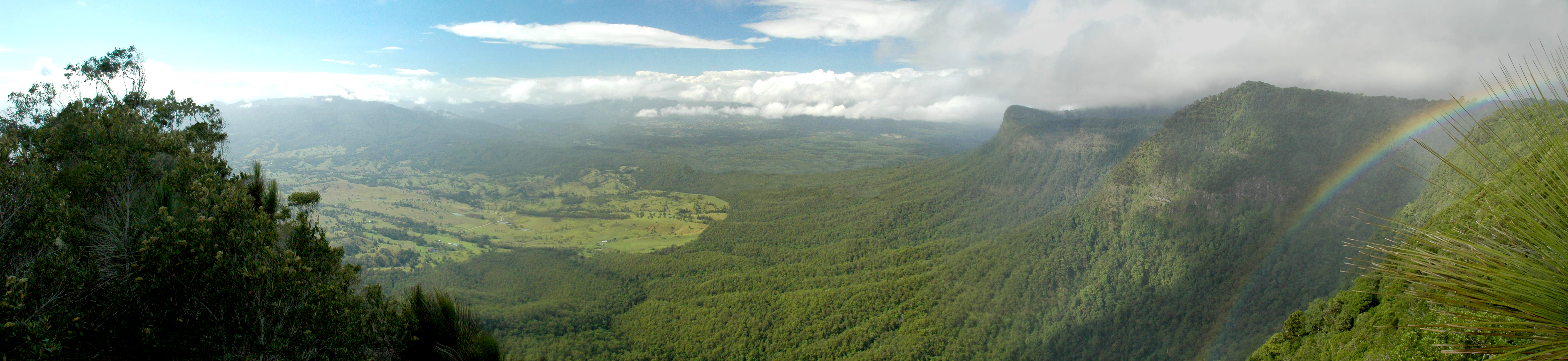
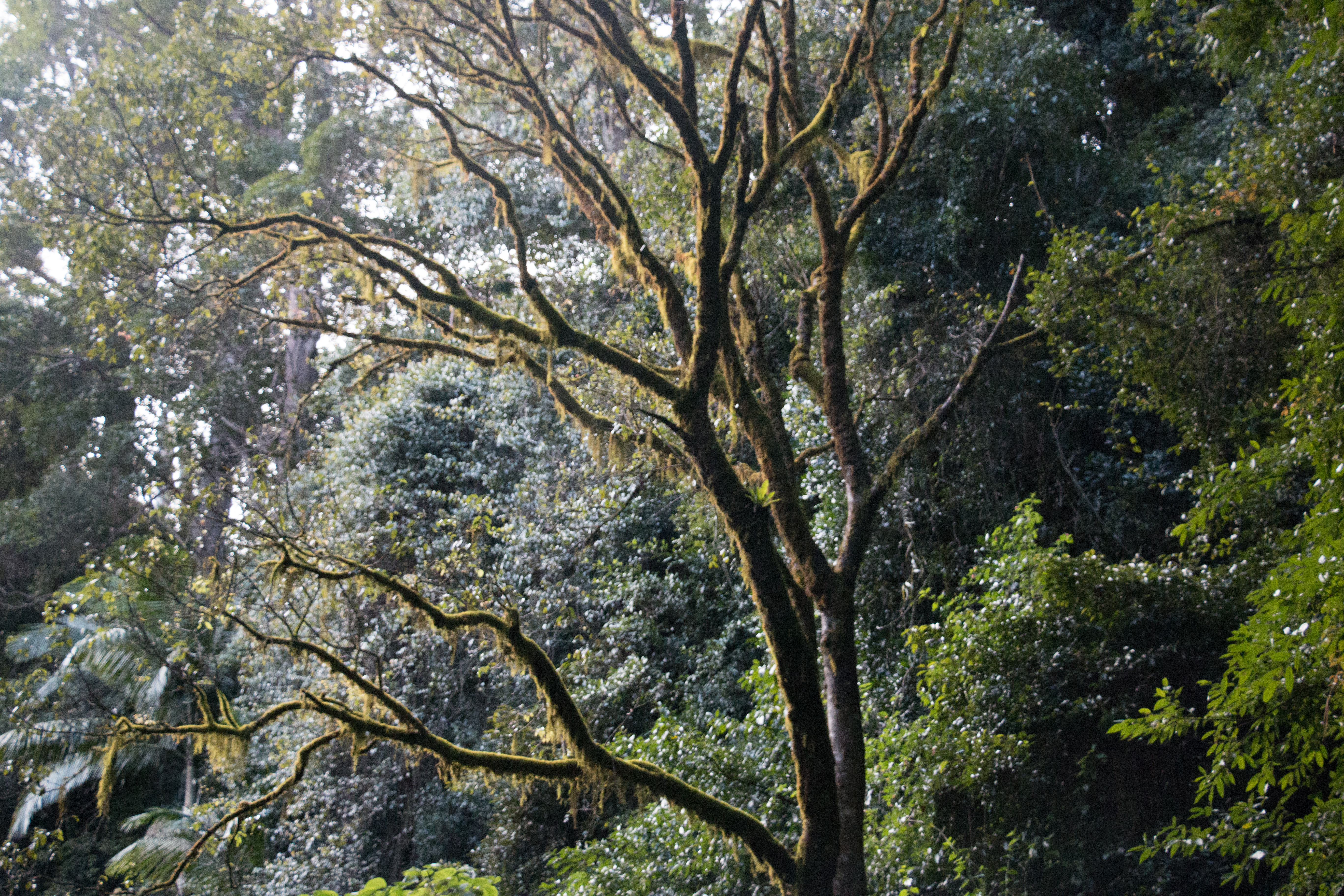
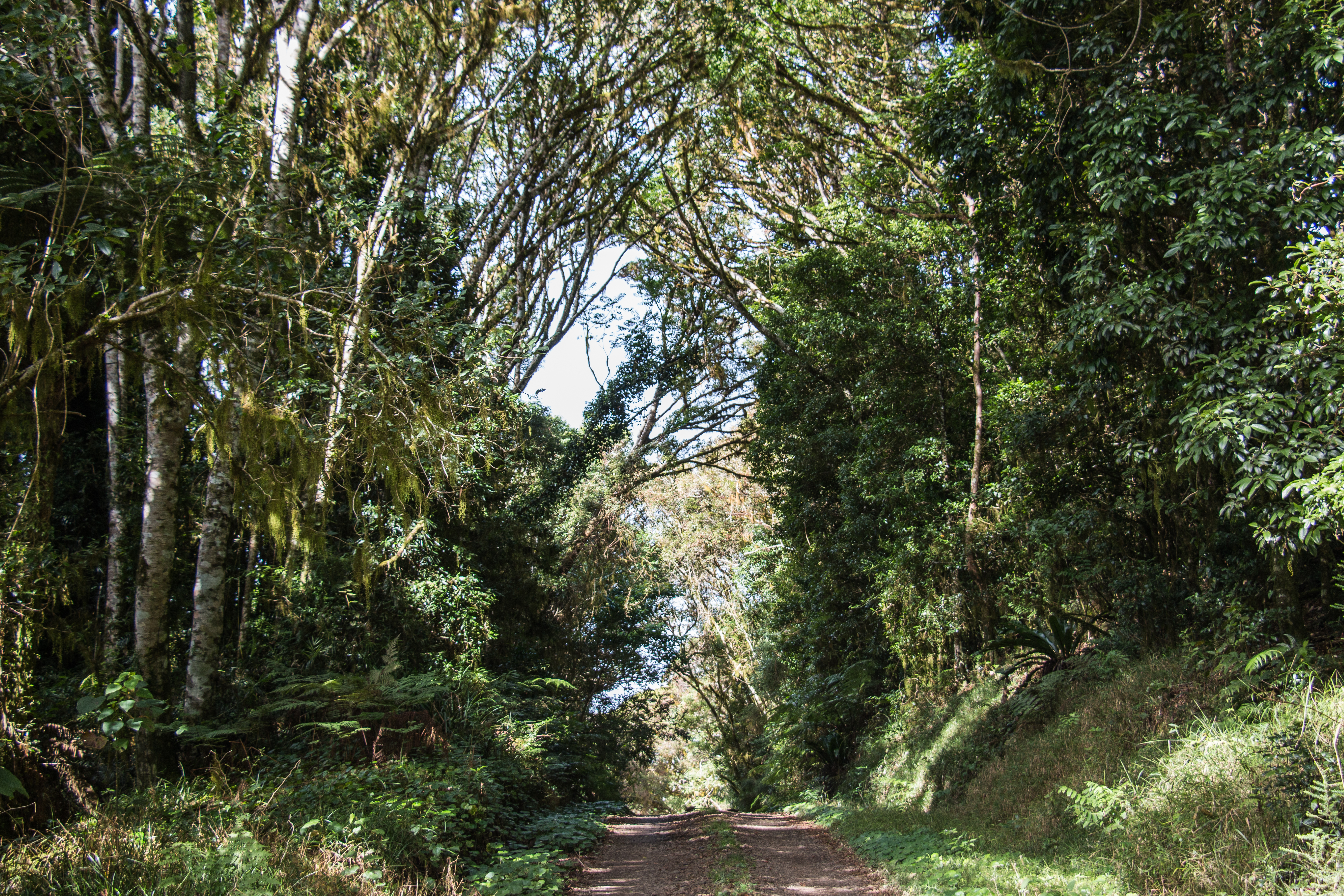
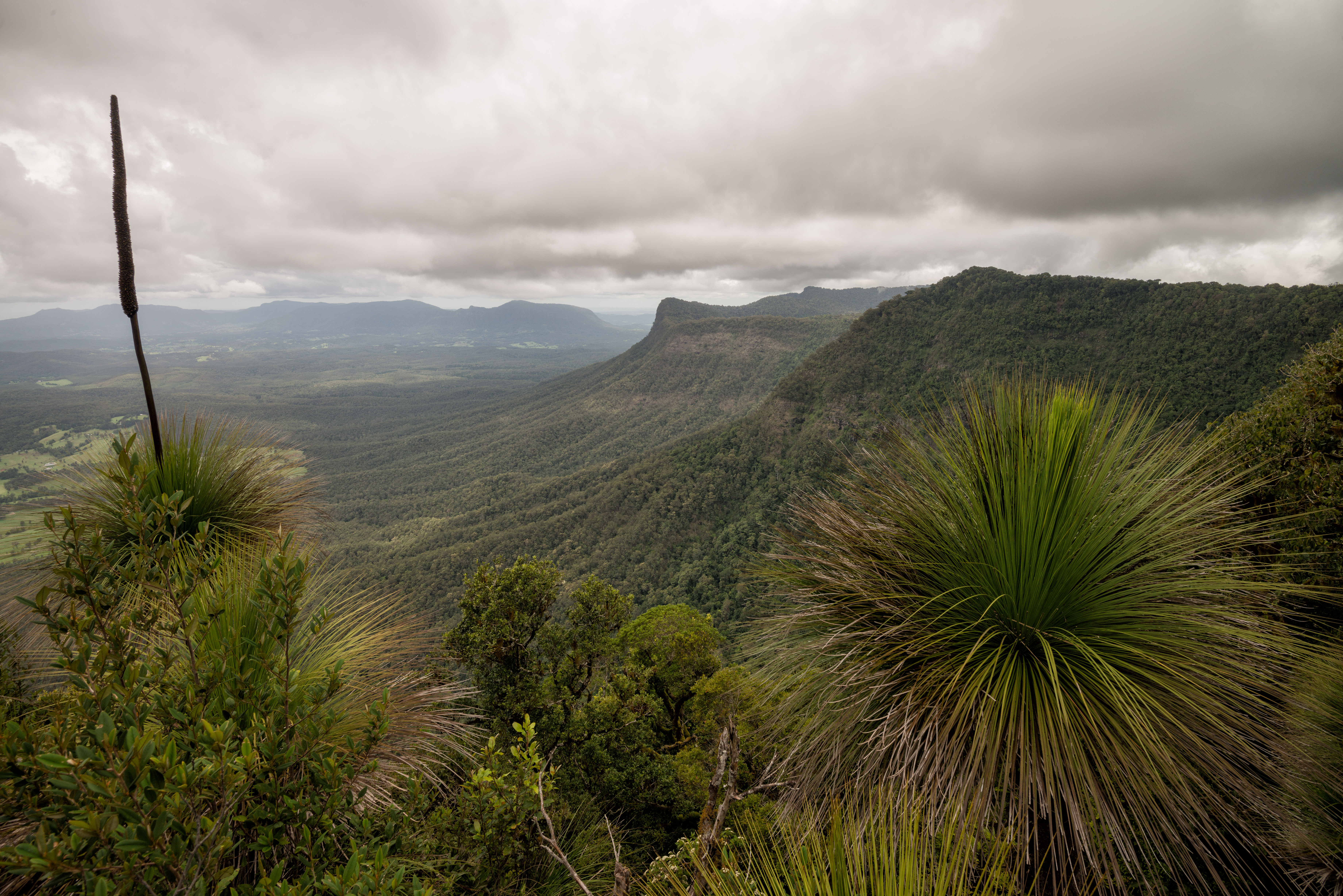
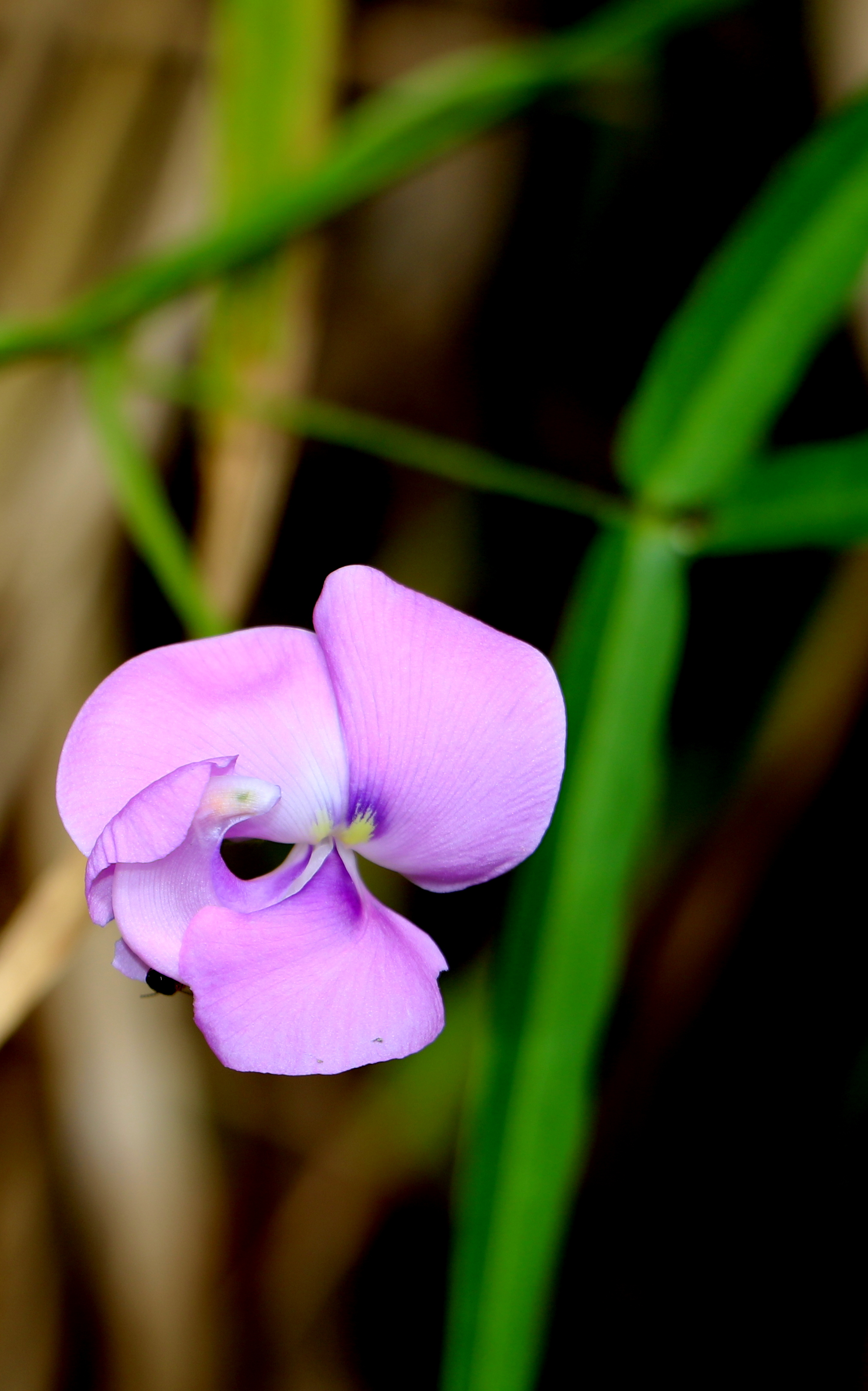
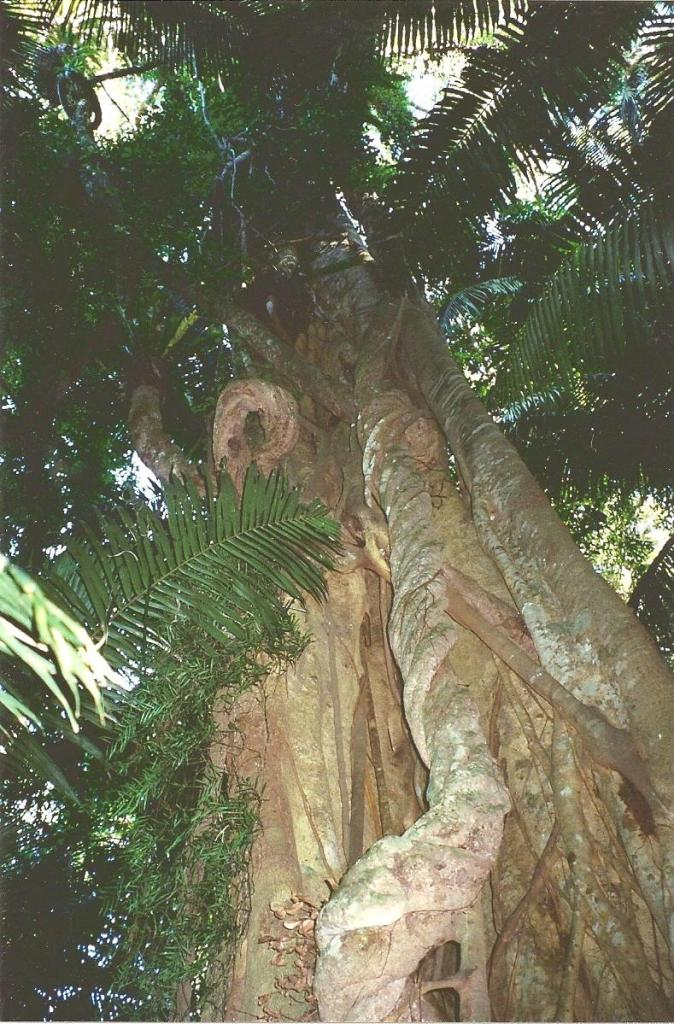

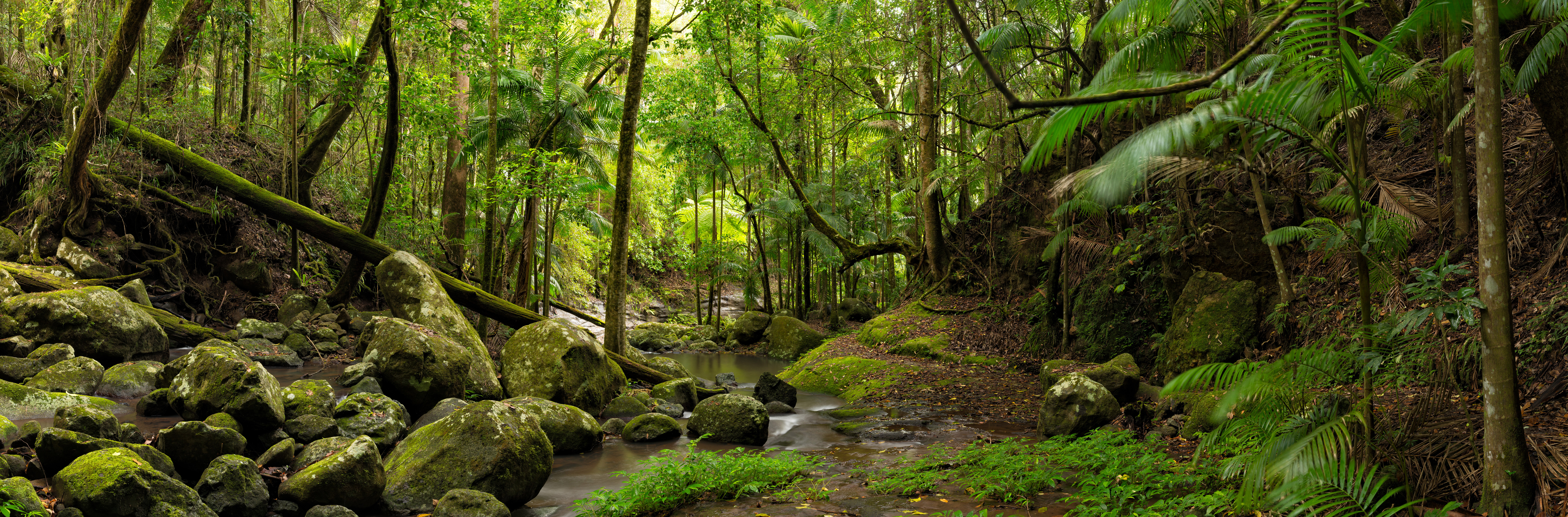
انظر ايضا